# Tucumã (Pará)
Tucumã, amtlich portugiesisch Município de Tucumã, ist eine brasilianische Gemeinde im Bundesstaat Pará in der  Großregion Região Norte. Die Bevölkerungszahl wurde zum 1. Juli 2019 auf 39.602 Einwohner geschätzt, die auf einer Gemeindefläche von rund 2512,6 km² leben und Tucumaenser (tucumaenses) genannt werden.  Rechnerisch ergibt sich eine Bevölkerungsdichte von 13,4 Personen pro km². Sie steht an 59. Stelle der 144 Munizips des Bundesstaates. Die Hauptstadt Belém ist etwa 223 km entfernt.
Tucumã ist Sitz der am 6. November 2019 errichteten Territorialprälatur Alto Xingu-Tucumã.

## Geographie
Umliegende Gemeinden sind Ourilândia do Norte, São Félix do Xingu und Água Azul do Norte. Der nächstgelegene Flughafen ist der Flughafen Macapá (Aeroporto Internacional de Macapá), rund 116 km entfernt.
Die Gemeinde hat tropisches Klima, Am nach der Klimaklassifikation nach Köppen und Geiger. Die Durchschnittstemperatur ist 24,8 °C. Die durchschnittliche Niederschlagsmenge liegt bei 2026 mm im Jahr. Es gibt eine kurze Trockenzeit.